# Karin Roten
Pour les articles homonymes, voir Roten et Meier.
Karin Roten Meier est une skieuse alpine suisse née le 27 janvier 1976 à Loèche-les-Bains. Elle fut skieuse professionnelle entre 1993 et 2001. Après sa carrière sportive, elle s'est reconvertie dans le monde des cosmétiques en lançant sa propre ligne de produits. Depuis 2007, elle vit séparée d'Armin Meier.

## Palmarès

### Jeux olympiques d'hiver
| Épreuve / Édition | Lillehammer 1994 | Nagano 1998 |
| Slalom géant      | 16e              | 16e         |
| Slalom            | -                | DNF2        |

### Championnats du monde
| Épreuve / Édition | Sierra Nevada 1996 | Sestrières 1997 | Vail 1999 | Sankt Anton 2001 |
| Slalom géant      | Argent             | Argent          | 19e       | -                |
| Slalom            | DNF1               | Bronze          | 11e       | 15e              |

* Super combiné
| Épreuve / Édition | Monte Campione 1993 | Lake Placid 1994 | Voss 1995 |
| Descente          | –                   | -                | 30e       |
| Super G           | 60e                 | 14e              | -         |
| Slalom géant      | Or                  | Argent           | Or        |
| Slalom            | -                   | -                | Argent    |

### Coupe du monde
- Meilleur résultat au classement général : 12e en 1996
  - 2 victoires : 2 slaloms
  - 6 podiums

#### Différents classements en Coupe du monde
| Année/Classement | Année/Classement | Général | Général | Descente | Descente | Super G | Super G | Géant  | Géant  | Slalom | Slalom | Combiné | Combiné |
| ---------------- | ---------------- | ------- | ------- | -------- | -------- | ------- | ------- | ------ | ------ | ------ | ------ | ------- | ------- |
| Année/Classement | Année/Classement | Class.  | Points  | Class.   | Points   | Class.  | Points  | Class. | Points | Class. | Points | Class.  | Points  |
| 1994             | 1994             | 102e    | 16      | -        | -        | -       | -       | 42e    | 16     | -      | -      | -       | -       |
| 1995             | 1995             | 64e     | 83      | -        | -        | -       | -       | 26e    | 75     | 51e    | 8      | -       | -       |
| 1996             | 1996             | 12e     | 565     | -        | -        | -       | -       | 8e     | 214    | 6e     | 351    | -       | -       |
| 1997             | 1997             | 14e     | 407     | -        | -        | -       | -       | 4e     | 258    | 12e    | 149    | -       | -       |
| 1998             | 1998             | 18e     | 375     | -        | -        | -       | -       | 14e    | 140    | 11e    | 203    | -       | -       |
| 1999             | 1999             | 21e     | 386     | -        | -        | -       | -       | 15e    | 144    | 8e     | 242    | -       | -       |
| 2001             | 2001             | 86e     | 38      | -        | -        | -       | -       | 53e    | 4      | 33e    | 34     | -       | -       |

#### Détail des victoires
| Édition / Épreuve | Slalom            | Total |
| 1996              | Kvitfjell/Hafjell | 1     |
| 1999              | Veysonnaz         | 1     |
| Total             | 2                 | 2     |